# Lijst van partnersteden in Oostenrijk

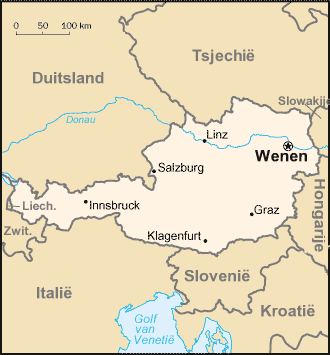
Kaart van Oostenrijk

Hieronder staat een lijst van steden in Oostenrijk die een partnerstad of zusterstad hebben. De steden staan alfabetisch gerangschikt.

## Partnersteden in Oostenrijk

### A
Admont
- Tienen, Vlaams-Brabant, België

Amstetten, Neder-Oostenrijk
- Alsfeld, Hessen, Duitsland
- Ruelle-sur-Touvre, Charente, Frankrijk
- Pergine Valsugana, Trente, Italië

Ansfelden, Opper-Oostenrijk
- Condega, Estelí, Nicaragua

### B
Bad Aussee, Stiermarken
- Plaisir, Yvelines, Frankrijk

Bludenz, Vorarlberg
- Plettenberg, Märkischer Kreis, Duitsland
- Borgo Valsugana, Trente, Italië

Bregenz, Vorarlberg
- Akko, Noord, Israël
- Bangor, Noord-Ierland, Verenigd Koninkrijk

Bruck an der Mur, Stiermarken
- Hagen, Kreisfreie Stadt, Duitsland
- Liévin, Pas-de-Calais, Frankrijk
- Veroli, Frosinone, Italië